# Khướu bụi vàng
Khướu bụi vàng, tên khoa học Stachyridopsis chrysaea, là một loài chim trong họ Timaliidae.
Loài này được tìm thấy ở Đông Nam Á từ dãy Himalaya đến Sumatra. Môi trường sống tự nhiên của chúng là rừng ẩm vùng đất thấp nhiệt đới hoặc cận nhiệt đới và rừng núi ẩm nhiệt đới hoặc cận nhiệt đới.